# Robert Lennuier
Robert Lennuier, né le 13 décembre 1914 à Coulommiers (Seine-et-Marne) et mort le 14 octobre 1987 à Paris 14e, est un physicien français, professeur à la faculté des sciences de Paris. Il a reçu le prix Henri de Parville de l'Académie des sciences, et le prix Louis Ancel de la Société française de physique (1948).

## Biographie
Robert Lennuier devient professeur agrégé de sciences physiques en 1942 et est détaché comme assistant à la faculté des sciences de l'université de Paris où il rejoint le laboratoire des recherches physiques à la Sorbonne.
Il entreprend des recherches qui le conduisent à l'obtention du doctorat ès sciences physiques en 1947 devant un jury constitué de Jean Cabannes, Louis de Broglie et Francis Perrin. 
En 1949 il est nommé chef de travaux et chargé de cours de physique pour le certificat PCB. Il est nommé maître de conférences le 1er octobre 1954 puis professeur titulaire à titre personnel le 1er janvier 1960.
Il prolonge ses travaux sur la résonance optique et la réflexion sélective avec Jean-Louis Cojan (1954), puis concentre ses activités sur la direction de jeunes chercheurs et de futurs professeurs de physique.
Après 1966, date de l’installation sur le campus de Jussieu, la direction des recherches s’oriente vers l’étude des profils spectraux et celle des interactions entre atomes. Ces recherches ont donné lieu à la Thèse de 3e cycle de Z.Akrout et aux six thèses d’État soutenues entre 1973 et 1978 par J. Butaux, D. Perrin, Z. Ben Lakhdar-Akrout (Prix L’Oréal-Unesco 2005 Pour les Femmes et la Science ), C. Bousquet, N. Bras, E. Leboucher-Dalimier (professeur à l’Université Pierre-et-Marie-Curie - Paris VI).
L’enseignement de la physique l’intéresse par l’effort de pédagogie qu’il requiert. Robert Lennuier a longtemps enseigné en premier cycle. Contrairement à certains qui jugeaient peu intéressant et peu valorisant ce type d’enseignement, il estimait au contraire qu’il était fondamental de donner aux étudiants des bases solides et des habitudes de réflexion.
En 1959 il crée, à côté du cours magistral et des travaux pratiques, une nouvelle forme d'enseignement individualisé de séances hebdomadaires d'exercices en petits groupes, qui se généralisera dans les universités plus de dix ans après : les « travaux dirigés » étaient nés. 
C’est seulement en 1979 qu’il abandonnera partiellement le premier cycle pour assurer l’enseignement de physique atomique et mécanique quantique en licence.
Tout au long de sa carrière, Robert Lennuier s’est aussi intéressé à la formation des enseignants (leçons d’agrégation à l’École normale supérieure de Saint-Cloud).
Il a dirigé le Laboratoire des recherches physiques après Jean-Paul Mathieu et jusqu’en 1981, des problèmes de santé l’obligeant alors à réduire ses activités.
Robert Lennuier a été promu Commandeur dans l’ordre des Palmes Académiques en 1973 et Chevalier dans l’Ordre de la Légion d’Honneur en 1974.

## Articles scientifiques
- « Étude expérimentale du profil de la raie 253,7 nm du mercure perturbée par les gaz rares légers (He, Ne) » D. Perrin, Z. Ben Lakhdar, J.C. Jeannet, R. Lennuier, Journal de Physique 43 1 (1982) 45-56.
- « Sur les potentiels d'interaction Hg (6 1S0) ou Hg (6 3P1) - gaz rares » Z. Ben Lakhdar, D. Perrin, R. Lennuier, Journal de Physique 39 2 (1978) 137-151.
- « Sur l'opérateur d'évolution des états atomiques intervenant dans le calcul des profils de raies émises par les gaz », E. Leboucher, Nguyen-Hoe, R. Lennuier, Journal de Physique 38 11 (1977) 1361-1370
- « Étude expérimentale des ailes de la raie 2 537 Å du mercure perturbée par le krypton et le xénon », Z. Ben Lakhdar, D. Perrin, R. Lennuier, Journal de Physique 37 7-8 (1976) 831-843
- « Experimental study of the mercury 4 047 Å line (6 3P 0-7 3S1) absorption profile in the presence of foreign gases », Z. Ben-Lakhdar-Akrout, J. Butaux, R. Lennuier, Journal de Physique 36 7-8 (1975) 625-629
- « Étude expérimentale de l'influence des interactions Hg-Hg sur le profil spectral de la radiation Hg 2 537 Å », D. Perrin-Lagarde, R. Lennuier, Journal de Physique 36 5 (1975) 357-366
- « Élargissement et déplacement de la raie 1849 Å absorbée par la vapeur de mercure en présence d'argon », C. Bousquet, N. Bras, R. Lennuier, Journal de Physique Lettres 36 10 (1975) 233-234
- « Étude comparative des sections efficaces d'élargissement et de dépolarisation par collisions », J. Butaux, F. Schuller, R. Lennuier, Journal de Physique 35 4 (1974) 361-364
- « Discussion de l'influence de l'anisotropie du potentiel d'interaction sur l'élargissement et le déplacement, par collisions, de certaines raies de résonance », J. Butaux, F. Schuller, R. Lennuier, Journal de Physique 33 7 (1972) 635-643
- « Déterminations de profils spectraux par la méthode de balayage magnétique », Mlle D. Lagarde, MM. J. Butaux, R. Lennuier, J. Y. Prévot, Le Journal de physique, Colloques 28 C2 (1967) C2-243-C2-246
- « Mesure de déplacement isotopique du mercure 196 », C. Cassignol, R. Lennuier, Journal de Physique 24 5 (1963) 348-349
- « Étude de l'influence d'un champ magnétique sur l'intensité des raies émises par quelques tubes à décharge », O. Tardy, R. Lennuier, Journal de Physique Appliquée 19 S7 (1958) 75-83
- « Réalisation de miroirs interférentiels pour le domaine ultraviolet (λ > 2 500 Å) », R. Lennuier, Journal de Physique et le Radium 19 3 (1958) 319-320

## Autres contributions scientifiques
- « La théorie de la relativité restreinte, chapitre de La Physique » (Tome II), sous la direction de Louis de Broglie, Encyclopédie Française, Société Nouvelle de l'Encyclopédie Française (1956).
- « Les effets relativistes », chapitre de l'Encyclopédie scientifique de l'Univers, sous la direction de J. Terrien, Bureau des Longitudes, éditions Gauthier-Villars (1981).
- « Mécanique des Particules, Champs », R.Lennuier, P.-Y. Gal, D. Perrin, A. Collin (1970).